# Cirkewwa
 (février 2016).
Ċirkewwa est un port situé au nord de l'île de Malte. Il fait partie de la localité de Mellieħa. C'est un site de la gare maritime, où les car-ferries desservent le port de Mġarr, sur l'île de Gozo, et, en été, sur l'île de Comino. Ċirkewwa est accessible en voiture ou en autobus à partir de La Valette, Sliema, Buġibba ou St. Paul's Bay. La route qui y conduit a été rénovée en 2013. Près du port, l'on trouve un hôtel et une plage de sable fin, le Paradise Bay.

## Plongée

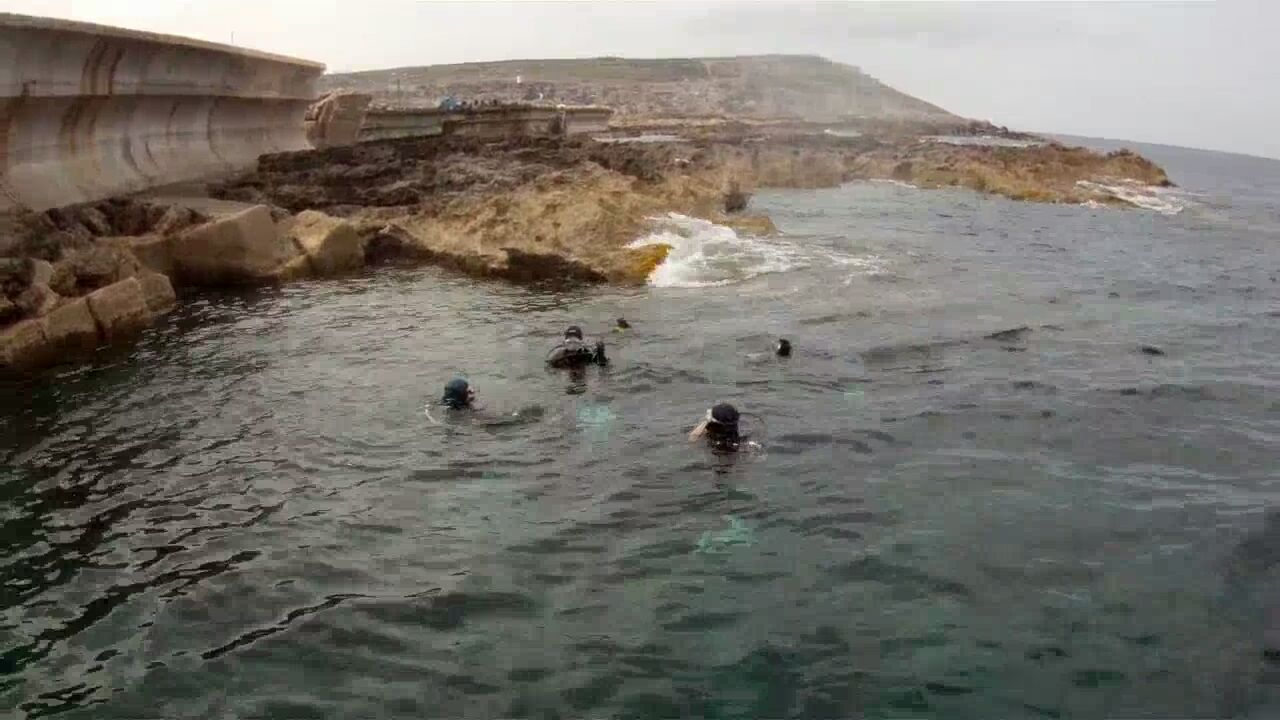
L'ensemble du site de plongée vue du point d'accès nord

Ċirkewwa est l'un des sites de plongée les plus fréquentés de l'île. On y trouve des tombants, ses grottes, des tunnels et une arche naturelle située à 27 mètres de profondeur. On y trouve également une statue de la Vierge Marie déposée au fond d'une grotte ainsi que deux épaves, qui ont été coulées sur le site pour en faire des récifs artificiels, soit un ancien remorqueur : le MV Rozi et un ancien patrouilleur : le P29. Ces deux épaves se situent sur un fond sableux d'environ 25 mètres.

### Ċirkewwa Arch
L'arche d'une largeur d'une trentaine de mètres et haute de 8 mètres se situe sur un fond sableux à une vingtaine de mètres de la surface. On peut y observer des bancs importants de girelles, de bogues, de chinchards ou de castagnoles. Le tombant, avec ses multiples failles, abrite une faune incrustée importante ainsi que des barbiers et des murènes.

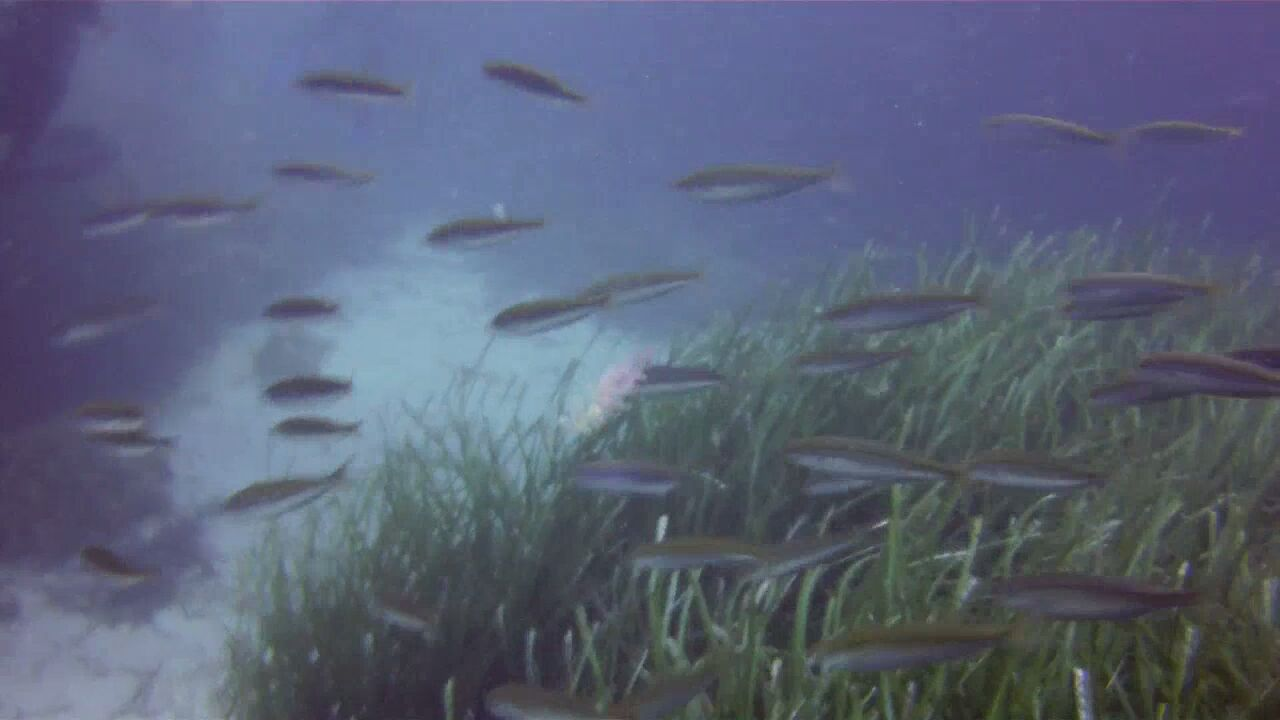
Des girelles sur les posidonies
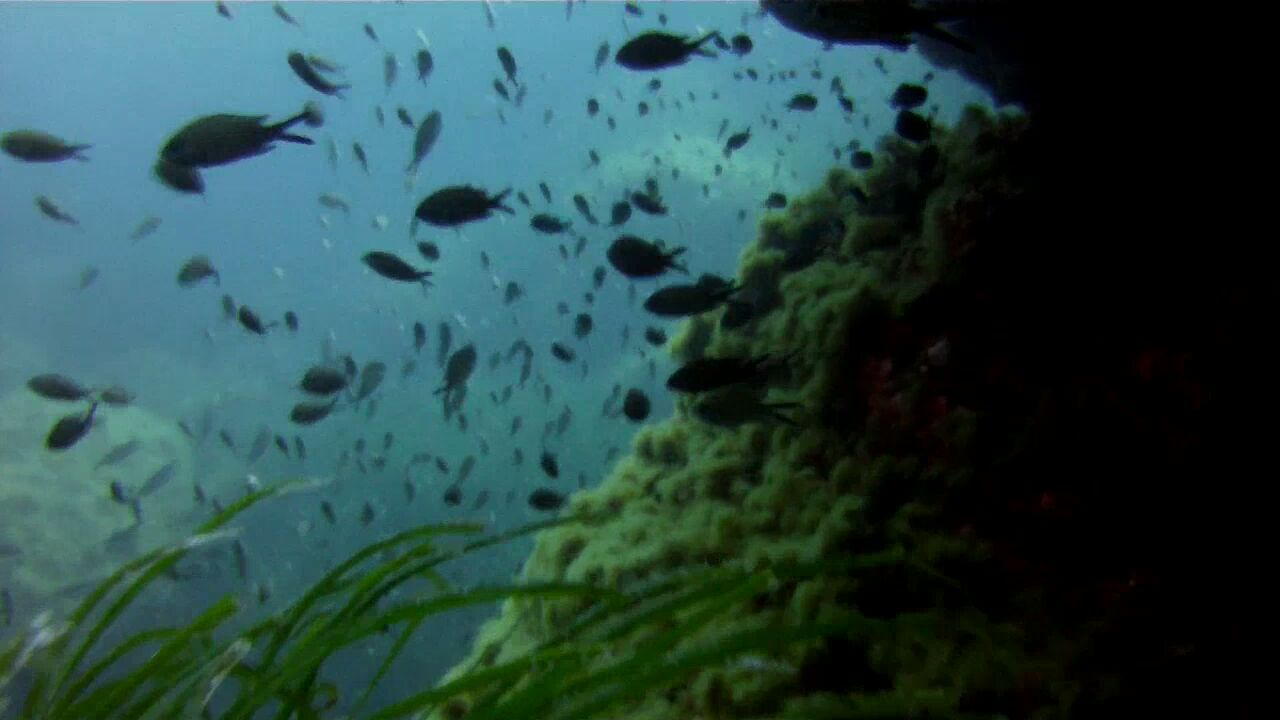
Un banc de castagnoles
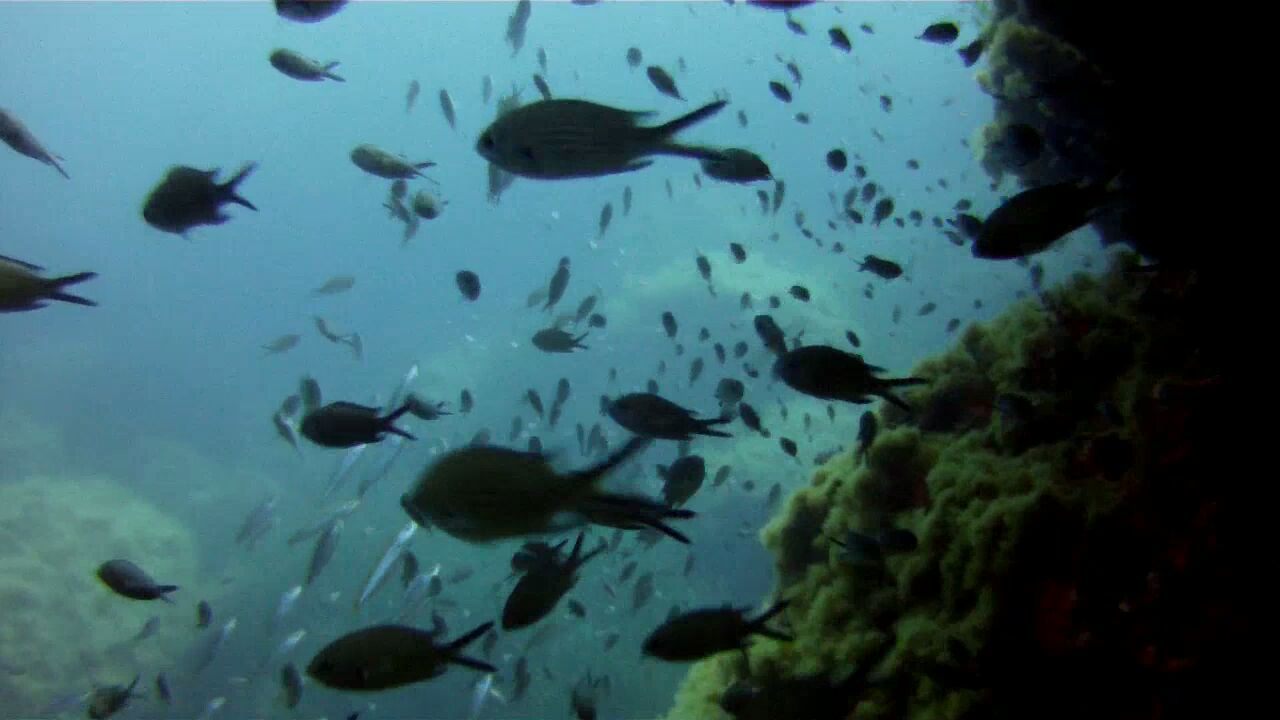
Des castagnoles sur le tombant
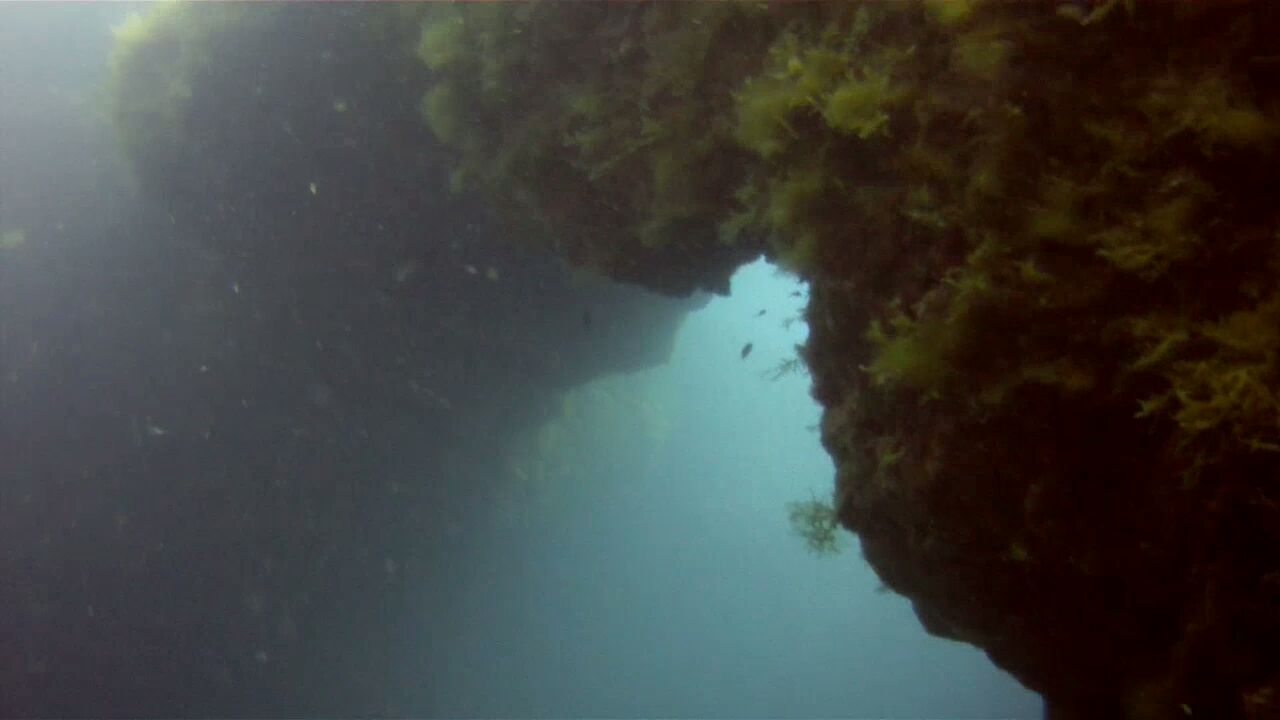
L'arche de Ċirkewwa
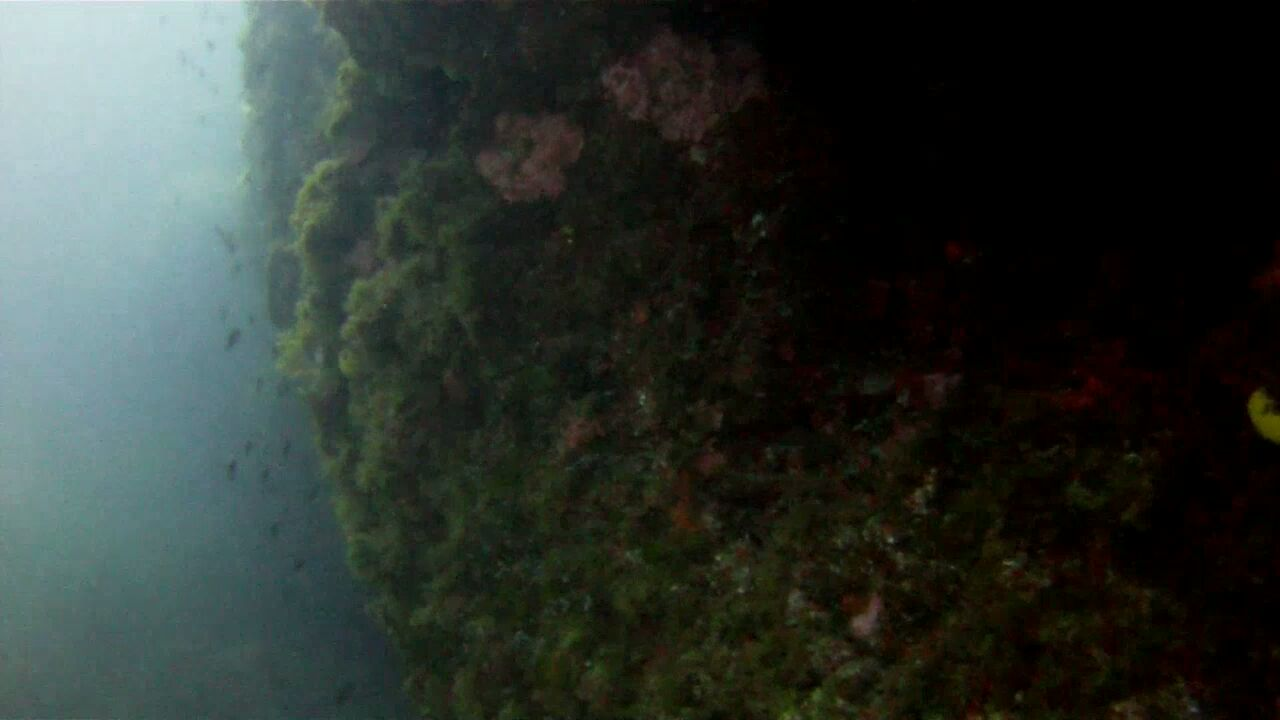
Le tombant

### Sugar Loaf et la Madonna
C'est le site le plus fréquenté de Ċirkewwa en raison de son accès facile. Il est protégé au nord par une avancée rocheuse qui délimite une zone de très faible profondeur : Susies Pool. Elle permet l'accès à un plateau qui descend en pente douce jusqu'à 6 mètres et s'achève par un tombant sur un fond sableux dans la zone des 20 mètres.
Celui-ci est entrecoupé d'herbiers et de multiples formations rocheuses. La plus importante, Sugar Loaf, se situe à 28 mètres et son sommet remonte à 20 mètres de la surface. Le tombant comporte de nombreuses failles, grottes et tunnels, qui recèlent une vie marine importante ainsi qu'une attraction locale : la Madonna, une statue de la Vierge déposée au fond d'une petite caverne.

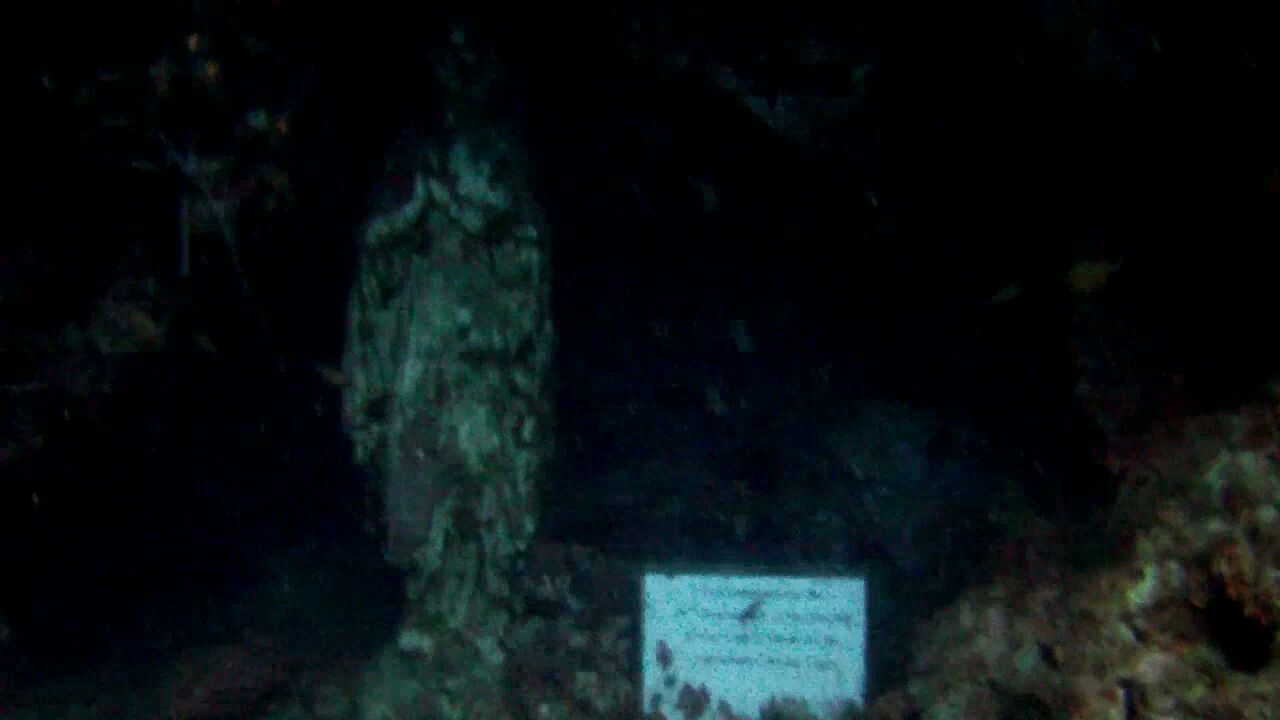
La statue de la madone
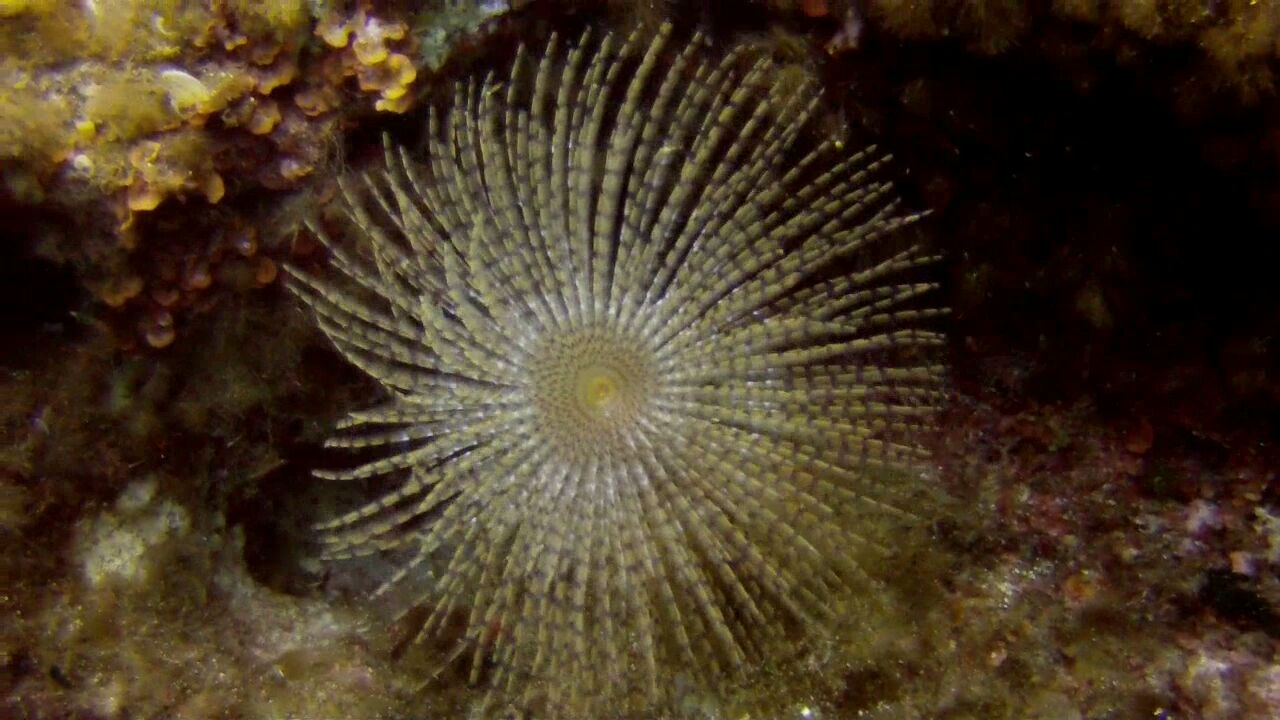
Un spirographe dans une faille
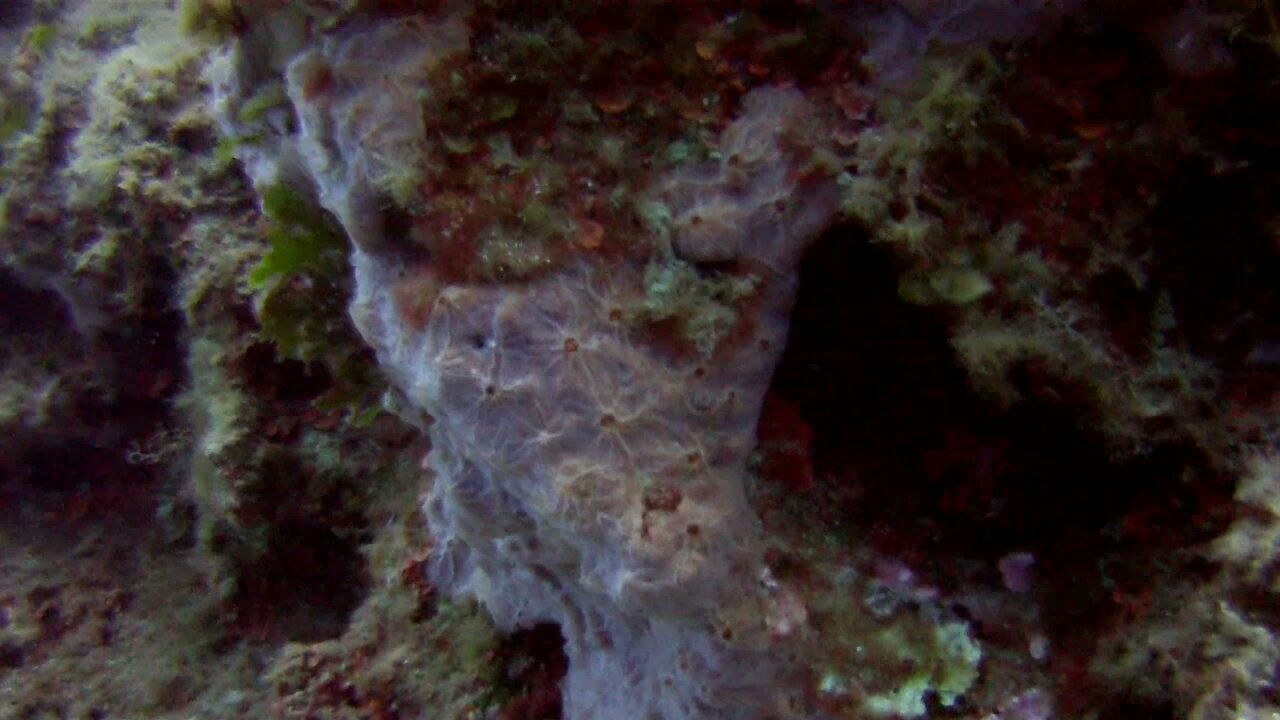
Une éponge encroutante
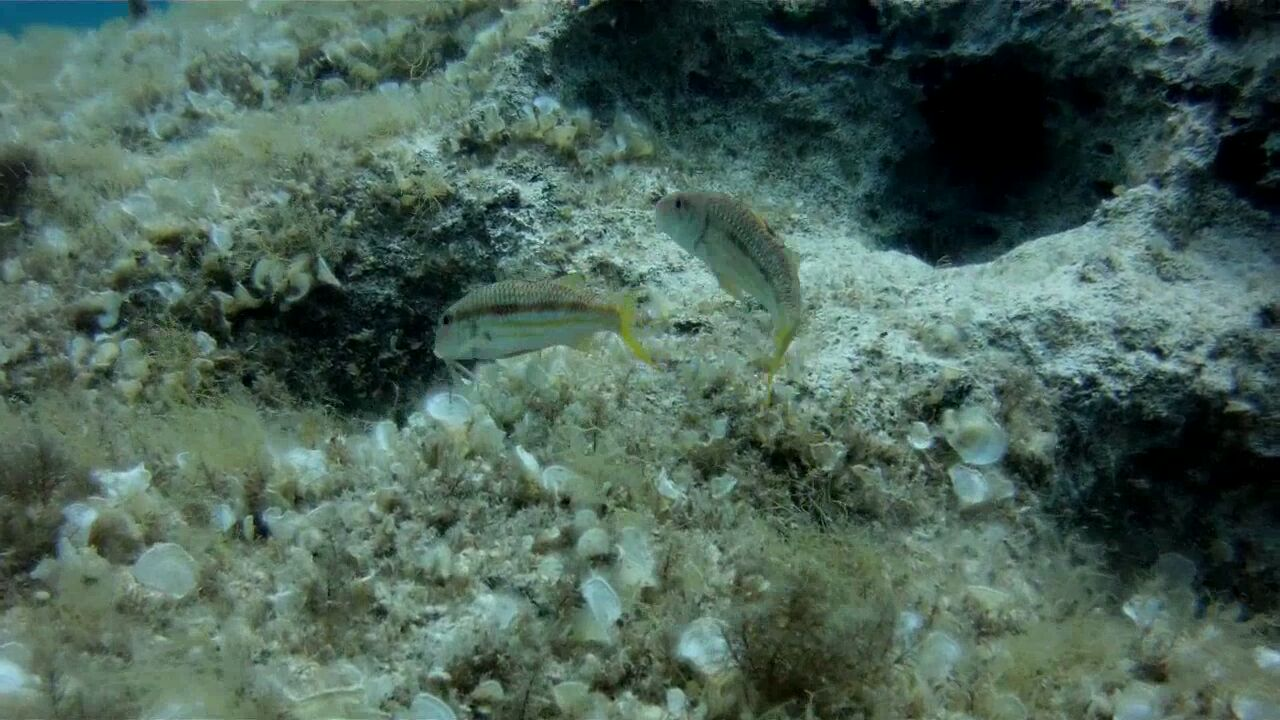
Deux rougets de roche
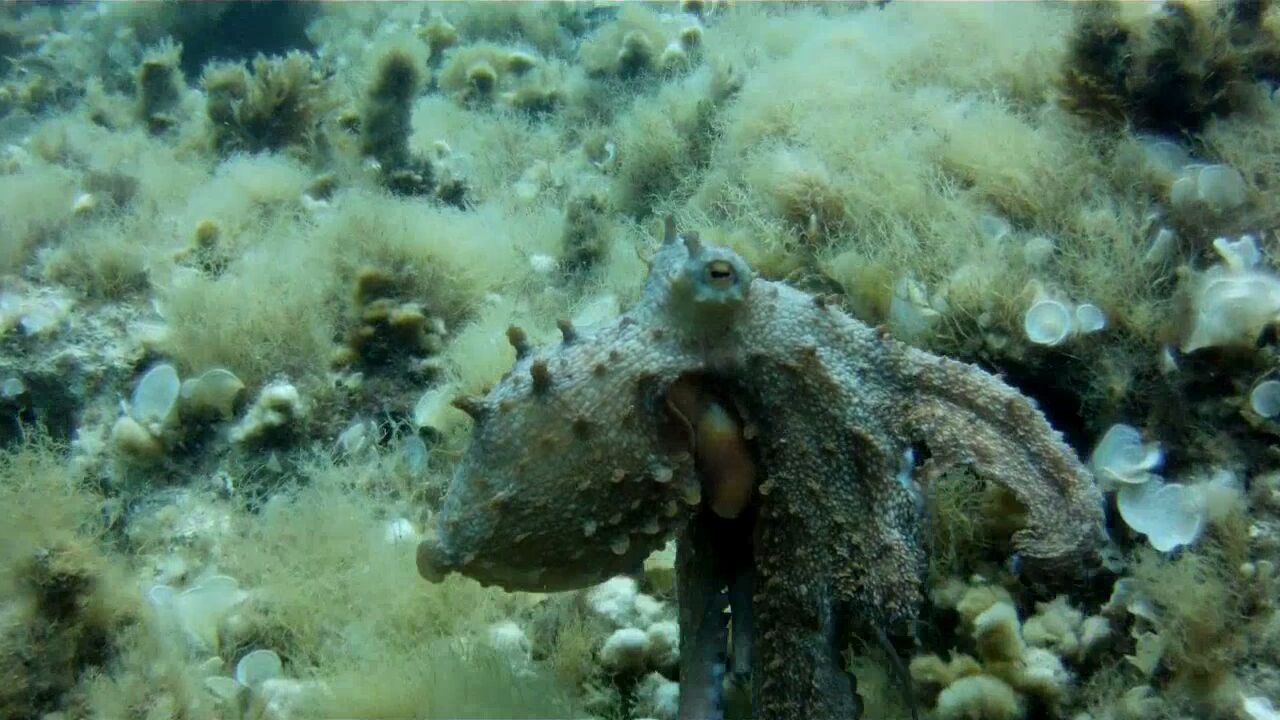
Un vieux poulpe sur le plateau

### Paradise Bay

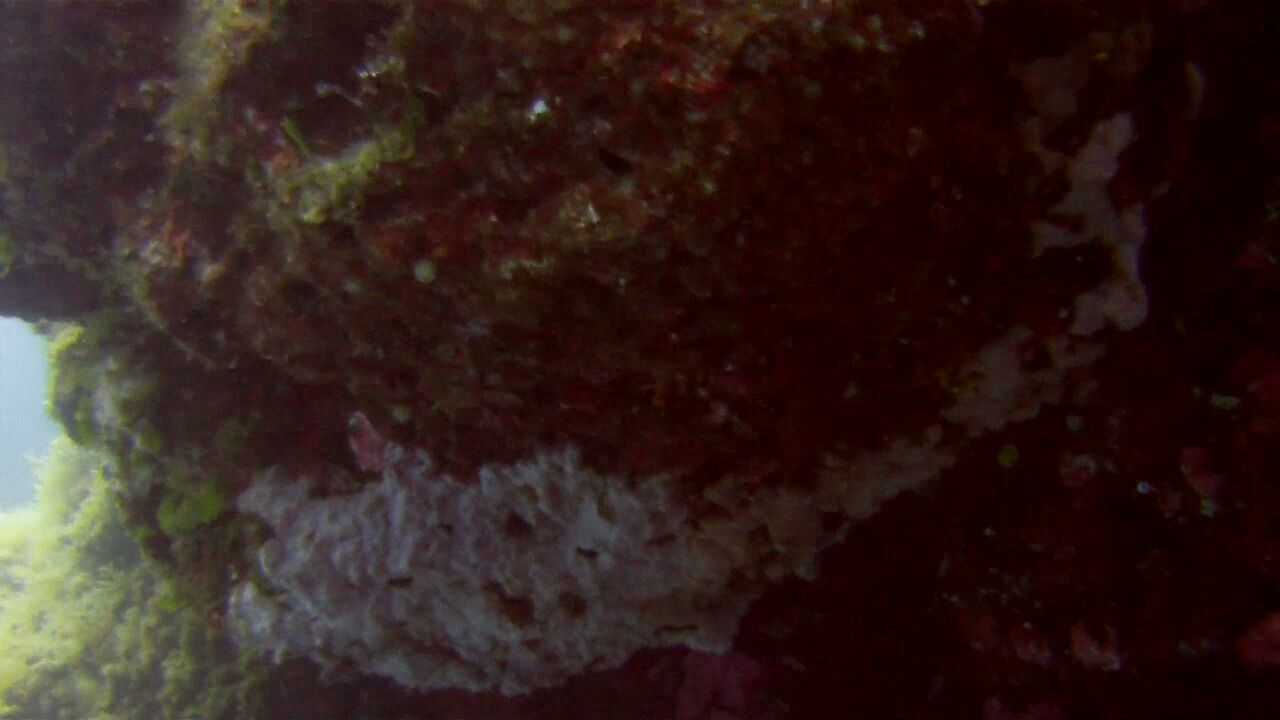
Une éponge sur le tombant
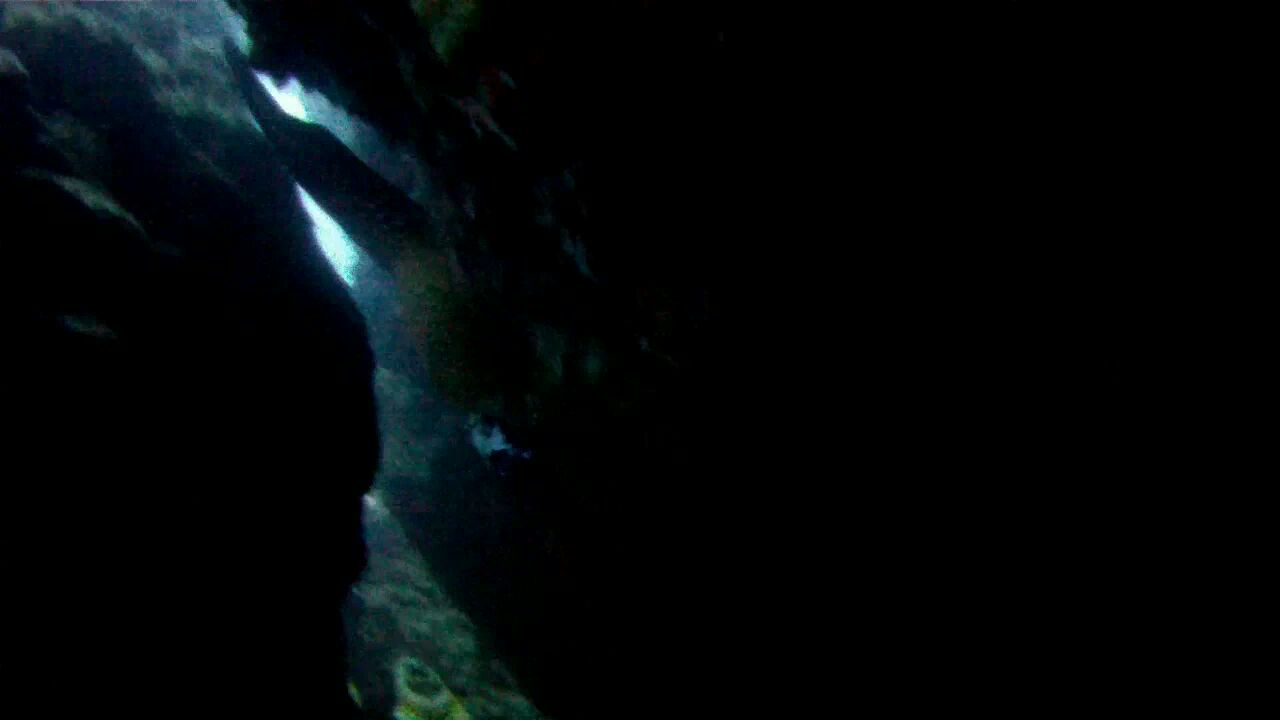
Une murène dérangée dans une faille
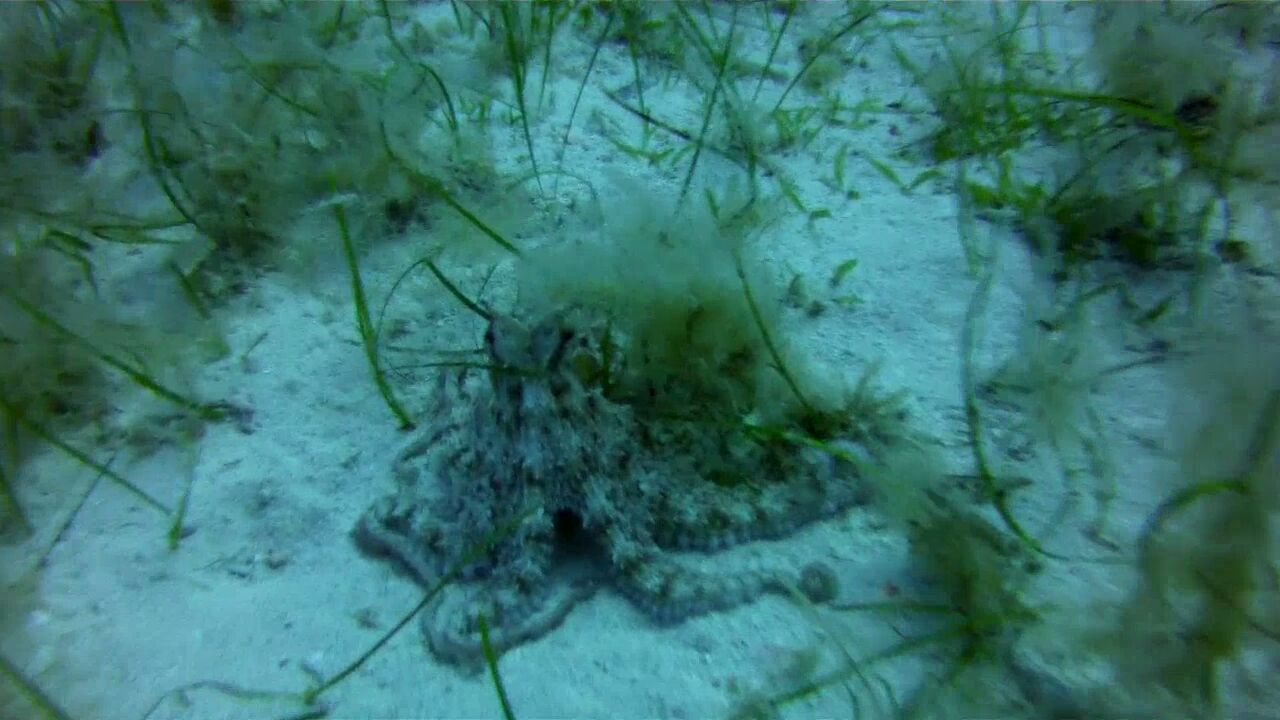
Un poulpe sur le fond de sable
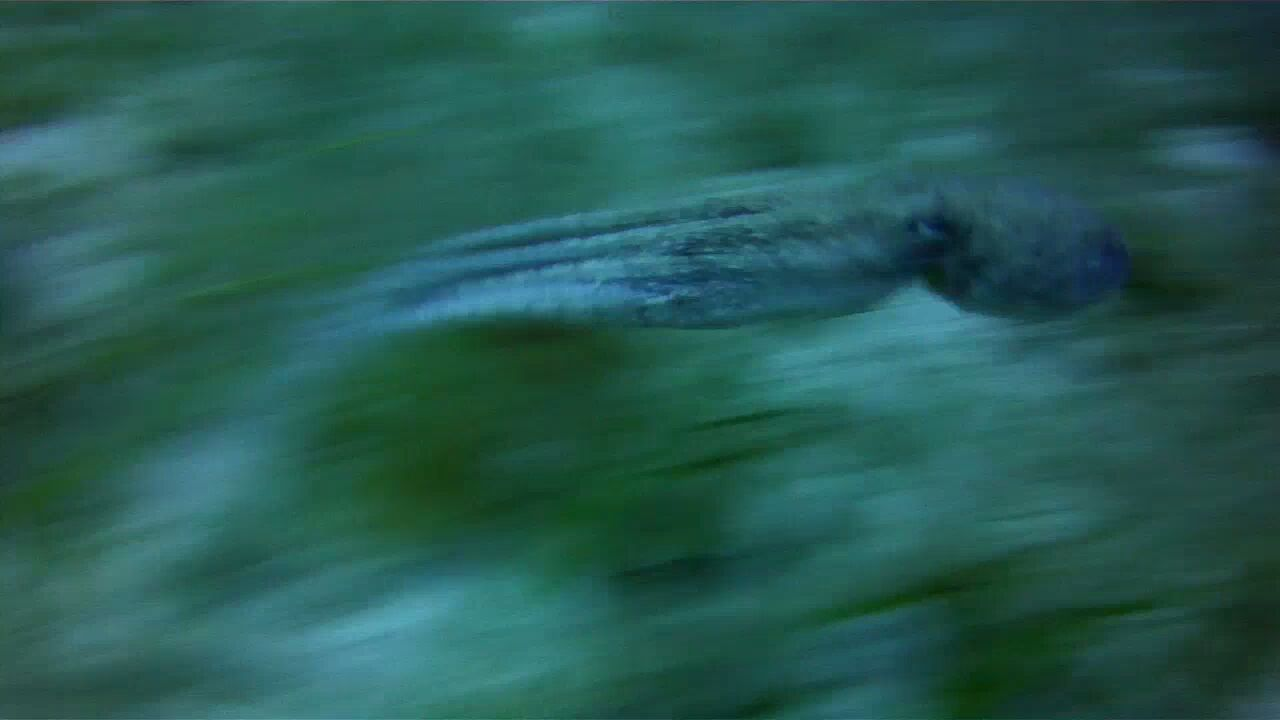
Le poulpe s'échappe
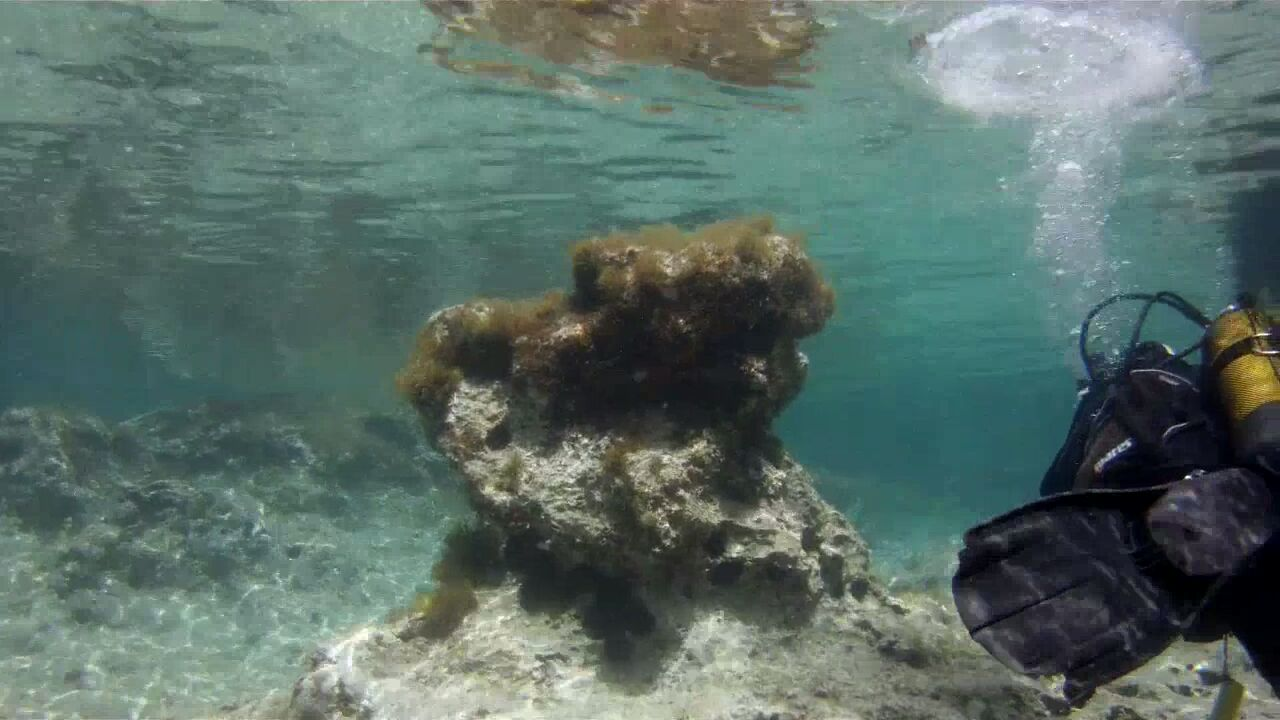
Retour à Susie's Pool

## Vidéothèque
- « Plongée à Cirkewwa » (juin 2014)
- « Plongée sur l'arche de Cirkewwa » (mai 2014)
- « Plongée à Cirkewwa » (mai 2014)